# دونالد إي. ديفيس
دونالد إي. ديفيس (بالإنجليزية: Donald E. Davis)‏ هو مؤرخ ومؤلف أمريكي، (و. 1936  م).